# 黄花蒿
黄花蒿俗名香蒿、臭蒿，为菊科蒿属的一年生草本植物。其植株地上部分干燥后，即为中药“青蒿”。
黄花蒿最高可达1.5米，全株黄绿色，有臭气。叶卵形，黄色两性花。

## 形态
一年生草本植物。茎上部多分枝。茎叶互生；3回羽状全裂，裂片线形。头状花序多数，排列成尖塔形、具有叶片的圆锥花序，几密布在全植物体上部；秋季开黄花。果期10～11月。

## 分布
分布于北美洲、亚洲、欧洲以及非洲等地，生长于海拔2,000米至3,650米的地区，多生在山坡、路旁、东部、荒地、生境适应性强及林缘等处。

## 别名
草蒿（神农本草经（部分）），青蒿（神农本草经、中药俗称），臭蒿（日华本草），犱蒿（蜀本草），黄蒿（俗称），臭黄蒿（内蒙古），茼蒿（山西），黄香蒿、野茼蒿（江苏），秋蒿、香苦草、野苦草（上海），鸡虱草（江西），黄色土因呈（湖南），假香菜、香丝草、酒饼草（广东、海南），苦蒿（四川、云南），“沙拉翁”、“莫林-沙里尔日”（蒙语名），“好尼-沙里勒吉”（蒙药名），“康帕”（维吾尔语名），“克朗”（藏语名）

## 应用
黄花蒿的干燥地上部分为中药“青蒿”。
中医以茎叶入药，性寒味苦，功能清热解暑、凉血、退虚热。用于阴虚发热、骨蒸潮热、疟疾、暑热症、发热无汗、胸闷头晕等症。

### 性味歸經
苦辛、微寒，入肝、膽經。

### 臨床應用
- 暑熱外感，發熱無汗，或溫熱病，發熱惡寒，寒輕熱重。
- 陰虛發熱，盜汗，或原因不明之低熱，瘧疾寒。
- 疥瘙、痂癢、惡瘡。
- 紫斑鼻衂。
- 本品清熱涼血，鮮草搗汁沖服，治鼻血。

### 禁忌
暑熱，汗多慎用，泄瀉不用。

## 青蒿素
抗疟药青蒿素（artemisinin）和二氢青蒿素（dihydroartemisinin）是从黄花蒿中提取的化合物。中国女药学家屠呦呦从中医古籍《肘後備急方》裡得到启发，通过对提取方法的改进，首先发现中药青蒿的提取物有高效抑制疟原虫的成分，这一发现在抗疟疾新药青蒿素的开发过程中起到关键性的作用。她也因此获得2011年拉斯克奖和2015年诺贝尔生理学或医学奖。

### 作用机制
青蒿素无论在体内和体外的实验中均对疟疾有很好的杀灭效果。
青蒿素的作用机制尚不十分清楚，主要是干扰疟原虫的表膜-线粒体功能。青蒿素通过影响疟原虫红内期的超微结构，使其膜系结构发生变化。由于对食物泡膜的作用，阻断了疟原虫的营养摄取，当疟原虫损失大量胞浆和营养物质，而又得不到补充，因而很快死亡。其作用方式是通过其内过氧化物(双氧)桥，经血红蛋白分解后产生的游离铁所介导，产生不稳定的有机自由基及/或其他亲电子的中介物，然后与疟原虫的蛋白质形成共价加合物，而使疟原虫死亡。2015年，Wang等人利用化学蛋白质组学的技术手段合成了基于青蒿素结构的化学探针，准确的鉴定出了青蒿素在疟原虫中的100多个蛋白靶点，并且确定了青蒿素的激活依赖于疟原虫中生成的大量血红素。

## 脚注
1. ↑  中国科学院植物研究所. . iPlant 植物智.
2. ↑  . 四川药用植物数据库.
3. 1 2   (PDF). 中国医药科技出版社. : 198<  [19 January 2017]. ISBN 9787506773379. （原始内容存档 (PDF)于2017-01-19） （中文）. 本品为菊科植物黄花蒿 Artemisia annua L. 的干燥地上部分。秋季花盛开时采割，除去老茎，阴干。
4. ↑  . 《中国大百科全书》第三版.
5. ↑  . 卫福部国家中医药研究所.   [2017-01-19]. （原始内容存档于2017-01-31）. 青蒿為菊科（Compositae）植物黃花蒿（Artemisia annua L.）的乾燥地上部分，性寒，味苦、辛，歸肝、膽經，主治暑邪發熱、陰虛發熱、夜熱早涼、骨蒸勞熱、瘧疾寒熱、濕熱黃疸
6. ↑  Liu, Artemisia. . guokr.   [19 January 2017]. （原始内容存档于2016-12-25） （中文）.
7. ↑  方舟子. . 2011-09-23  [2011-09-26]. （原始内容存档于2011-09-27）.
8. ↑  .   [6 October 2015]. （原始内容存档于2015-11-10）.
9. ↑  .   [6 October 2015]. （原始内容存档于2019-09-04）.
10. ↑  Wang J, Zhang CJ, Chia WN, Loh CC, Li Z, Lee YM, He Y, Yuan LX, Lim TK, Liu M, Liew CX, Lee YQ, Zhang J, Lu N, Lim CT, Hua ZC, Liu B, Shen HM, Tan KS, Lin Q. . Nature Communications. 2015, 6: 10111. PMC 4703832 . PMID 26694030. doi:10.1038/ncomms10111.

## 外部連結
- 黃花蒿 Huanghuahao（页面存档备份，存于） 藥用植物圖像數據庫 (香港浸會大學中醫藥學院) （中文）（英文）
- 青蒿 Qinghao（页面存档备份，存于） 中藥材圖像數據庫 (香港浸會大學中醫藥學院)
- 染料木苷 Genistin（页面存档备份，存于） 中草藥化學圖像數據庫 (香港浸會大學中醫藥學院) （中文）（英文）
- 反式肉桂醇98% Cinnamyl alcohol 98% trans（页面存档备份，存于） 中草藥化學圖像數據庫 (香港浸會大學中醫藥學院) （中文）（英文）
- 青蒿素 Artemisinin（页面存档备份，存于） 中草藥化學圖像數據庫 (香港浸會大學中醫藥學院) （中文）（英文）